# Nupoid jezici
Nupoid jezici skupina od (11) benue-kongoanskih jezika iz Nigerije. Sastoji se od dvije osnovne podskupine: 
a. Ebira-Gade (2) preko 1.000,000 govornika: ebira, gade;
b. Nupe-Gbagyi (9): 
b1. gbagyi-gbari (2) preko 1.000,000 govornika: gbagyi, gbari,
b2. Nupe (6): asu, gupa-abawa, kakanda, kami, kupa, nupe-nupe-tako.
Dibo, Nigerija. 100,000 govornika

## Vanjske poveznice
- Ethnologue (14th)
- Ethnologue (15th)